# Ván cờ Tây Ban Nha, Bẫy Mortimer
|   | a | b | c | d | e | f | g | h |   |
| 8 | a8 black rook · c8 black bishop · d8 black queen · e8 black king · f8 black bishop · h8 black rook · a7 black pawn · b7 black pawn · d7 black pawn · e7 black knight · f7 black pawn · g7 black pawn · h7 black pawn · c6 black pawn · f6 black knight · b5 white bishop · e5 white knight · e4 white pawn · d3 white pawn · a2 white pawn · b2 white pawn · c2 white pawn · f2 white pawn · g2 white pawn · h2 white pawn · a1 white rook · b1 white knight · c1 white bishop · d1 white queen · e1 white king · h1 white rook | a8 black rook · c8 black bishop · d8 black queen · e8 black king · f8 black bishop · h8 black rook · a7 black pawn · b7 black pawn · d7 black pawn · e7 black knight · f7 black pawn · g7 black pawn · h7 black pawn · c6 black pawn · f6 black knight · b5 white bishop · e5 white knight · e4 white pawn · d3 white pawn · a2 white pawn · b2 white pawn · c2 white pawn · f2 white pawn · g2 white pawn · h2 white pawn · a1 white rook · b1 white knight · c1 white bishop · d1 white queen · e1 white king · h1 white rook | a8 black rook · c8 black bishop · d8 black queen · e8 black king · f8 black bishop · h8 black rook · a7 black pawn · b7 black pawn · d7 black pawn · e7 black knight · f7 black pawn · g7 black pawn · h7 black pawn · c6 black pawn · f6 black knight · b5 white bishop · e5 white knight · e4 white pawn · d3 white pawn · a2 white pawn · b2 white pawn · c2 white pawn · f2 white pawn · g2 white pawn · h2 white pawn · a1 white rook · b1 white knight · c1 white bishop · d1 white queen · e1 white king · h1 white rook | a8 black rook · c8 black bishop · d8 black queen · e8 black king · f8 black bishop · h8 black rook · a7 black pawn · b7 black pawn · d7 black pawn · e7 black knight · f7 black pawn · g7 black pawn · h7 black pawn · c6 black pawn · f6 black knight · b5 white bishop · e5 white knight · e4 white pawn · d3 white pawn · a2 white pawn · b2 white pawn · c2 white pawn · f2 white pawn · g2 white pawn · h2 white pawn · a1 white rook · b1 white knight · c1 white bishop · d1 white queen · e1 white king · h1 white rook | a8 black rook · c8 black bishop · d8 black queen · e8 black king · f8 black bishop · h8 black rook · a7 black pawn · b7 black pawn · d7 black pawn · e7 black knight · f7 black pawn · g7 black pawn · h7 black pawn · c6 black pawn · f6 black knight · b5 white bishop · e5 white knight · e4 white pawn · d3 white pawn · a2 white pawn · b2 white pawn · c2 white pawn · f2 white pawn · g2 white pawn · h2 white pawn · a1 white rook · b1 white knight · c1 white bishop · d1 white queen · e1 white king · h1 white rook | a8 black rook · c8 black bishop · d8 black queen · e8 black king · f8 black bishop · h8 black rook · a7 black pawn · b7 black pawn · d7 black pawn · e7 black knight · f7 black pawn · g7 black pawn · h7 black pawn · c6 black pawn · f6 black knight · b5 white bishop · e5 white knight · e4 white pawn · d3 white pawn · a2 white pawn · b2 white pawn · c2 white pawn · f2 white pawn · g2 white pawn · h2 white pawn · a1 white rook · b1 white knight · c1 white bishop · d1 white queen · e1 white king · h1 white rook | a8 black rook · c8 black bishop · d8 black queen · e8 black king · f8 black bishop · h8 black rook · a7 black pawn · b7 black pawn · d7 black pawn · e7 black knight · f7 black pawn · g7 black pawn · h7 black pawn · c6 black pawn · f6 black knight · b5 white bishop · e5 white knight · e4 white pawn · d3 white pawn · a2 white pawn · b2 white pawn · c2 white pawn · f2 white pawn · g2 white pawn · h2 white pawn · a1 white rook · b1 white knight · c1 white bishop · d1 white queen · e1 white king · h1 white rook | a8 black rook · c8 black bishop · d8 black queen · e8 black king · f8 black bishop · h8 black rook · a7 black pawn · b7 black pawn · d7 black pawn · e7 black knight · f7 black pawn · g7 black pawn · h7 black pawn · c6 black pawn · f6 black knight · b5 white bishop · e5 white knight · e4 white pawn · d3 white pawn · a2 white pawn · b2 white pawn · c2 white pawn · f2 white pawn · g2 white pawn · h2 white pawn · a1 white rook · b1 white knight · c1 white bishop · d1 white queen · e1 white king · h1 white rook | 8 |
| 7 | a8 black rook · c8 black bishop · d8 black queen · e8 black king · f8 black bishop · h8 black rook · a7 black pawn · b7 black pawn · d7 black pawn · e7 black knight · f7 black pawn · g7 black pawn · h7 black pawn · c6 black pawn · f6 black knight · b5 white bishop · e5 white knight · e4 white pawn · d3 white pawn · a2 white pawn · b2 white pawn · c2 white pawn · f2 white pawn · g2 white pawn · h2 white pawn · a1 white rook · b1 white knight · c1 white bishop · d1 white queen · e1 white king · h1 white rook | a8 black rook · c8 black bishop · d8 black queen · e8 black king · f8 black bishop · h8 black rook · a7 black pawn · b7 black pawn · d7 black pawn · e7 black knight · f7 black pawn · g7 black pawn · h7 black pawn · c6 black pawn · f6 black knight · b5 white bishop · e5 white knight · e4 white pawn · d3 white pawn · a2 white pawn · b2 white pawn · c2 white pawn · f2 white pawn · g2 white pawn · h2 white pawn · a1 white rook · b1 white knight · c1 white bishop · d1 white queen · e1 white king · h1 white rook | a8 black rook · c8 black bishop · d8 black queen · e8 black king · f8 black bishop · h8 black rook · a7 black pawn · b7 black pawn · d7 black pawn · e7 black knight · f7 black pawn · g7 black pawn · h7 black pawn · c6 black pawn · f6 black knight · b5 white bishop · e5 white knight · e4 white pawn · d3 white pawn · a2 white pawn · b2 white pawn · c2 white pawn · f2 white pawn · g2 white pawn · h2 white pawn · a1 white rook · b1 white knight · c1 white bishop · d1 white queen · e1 white king · h1 white rook | a8 black rook · c8 black bishop · d8 black queen · e8 black king · f8 black bishop · h8 black rook · a7 black pawn · b7 black pawn · d7 black pawn · e7 black knight · f7 black pawn · g7 black pawn · h7 black pawn · c6 black pawn · f6 black knight · b5 white bishop · e5 white knight · e4 white pawn · d3 white pawn · a2 white pawn · b2 white pawn · c2 white pawn · f2 white pawn · g2 white pawn · h2 white pawn · a1 white rook · b1 white knight · c1 white bishop · d1 white queen · e1 white king · h1 white rook | a8 black rook · c8 black bishop · d8 black queen · e8 black king · f8 black bishop · h8 black rook · a7 black pawn · b7 black pawn · d7 black pawn · e7 black knight · f7 black pawn · g7 black pawn · h7 black pawn · c6 black pawn · f6 black knight · b5 white bishop · e5 white knight · e4 white pawn · d3 white pawn · a2 white pawn · b2 white pawn · c2 white pawn · f2 white pawn · g2 white pawn · h2 white pawn · a1 white rook · b1 white knight · c1 white bishop · d1 white queen · e1 white king · h1 white rook | a8 black rook · c8 black bishop · d8 black queen · e8 black king · f8 black bishop · h8 black rook · a7 black pawn · b7 black pawn · d7 black pawn · e7 black knight · f7 black pawn · g7 black pawn · h7 black pawn · c6 black pawn · f6 black knight · b5 white bishop · e5 white knight · e4 white pawn · d3 white pawn · a2 white pawn · b2 white pawn · c2 white pawn · f2 white pawn · g2 white pawn · h2 white pawn · a1 white rook · b1 white knight · c1 white bishop · d1 white queen · e1 white king · h1 white rook | a8 black rook · c8 black bishop · d8 black queen · e8 black king · f8 black bishop · h8 black rook · a7 black pawn · b7 black pawn · d7 black pawn · e7 black knight · f7 black pawn · g7 black pawn · h7 black pawn · c6 black pawn · f6 black knight · b5 white bishop · e5 white knight · e4 white pawn · d3 white pawn · a2 white pawn · b2 white pawn · c2 white pawn · f2 white pawn · g2 white pawn · h2 white pawn · a1 white rook · b1 white knight · c1 white bishop · d1 white queen · e1 white king · h1 white rook | a8 black rook · c8 black bishop · d8 black queen · e8 black king · f8 black bishop · h8 black rook · a7 black pawn · b7 black pawn · d7 black pawn · e7 black knight · f7 black pawn · g7 black pawn · h7 black pawn · c6 black pawn · f6 black knight · b5 white bishop · e5 white knight · e4 white pawn · d3 white pawn · a2 white pawn · b2 white pawn · c2 white pawn · f2 white pawn · g2 white pawn · h2 white pawn · a1 white rook · b1 white knight · c1 white bishop · d1 white queen · e1 white king · h1 white rook | 7 |
| 6 | a8 black rook · c8 black bishop · d8 black queen · e8 black king · f8 black bishop · h8 black rook · a7 black pawn · b7 black pawn · d7 black pawn · e7 black knight · f7 black pawn · g7 black pawn · h7 black pawn · c6 black pawn · f6 black knight · b5 white bishop · e5 white knight · e4 white pawn · d3 white pawn · a2 white pawn · b2 white pawn · c2 white pawn · f2 white pawn · g2 white pawn · h2 white pawn · a1 white rook · b1 white knight · c1 white bishop · d1 white queen · e1 white king · h1 white rook | a8 black rook · c8 black bishop · d8 black queen · e8 black king · f8 black bishop · h8 black rook · a7 black pawn · b7 black pawn · d7 black pawn · e7 black knight · f7 black pawn · g7 black pawn · h7 black pawn · c6 black pawn · f6 black knight · b5 white bishop · e5 white knight · e4 white pawn · d3 white pawn · a2 white pawn · b2 white pawn · c2 white pawn · f2 white pawn · g2 white pawn · h2 white pawn · a1 white rook · b1 white knight · c1 white bishop · d1 white queen · e1 white king · h1 white rook | a8 black rook · c8 black bishop · d8 black queen · e8 black king · f8 black bishop · h8 black rook · a7 black pawn · b7 black pawn · d7 black pawn · e7 black knight · f7 black pawn · g7 black pawn · h7 black pawn · c6 black pawn · f6 black knight · b5 white bishop · e5 white knight · e4 white pawn · d3 white pawn · a2 white pawn · b2 white pawn · c2 white pawn · f2 white pawn · g2 white pawn · h2 white pawn · a1 white rook · b1 white knight · c1 white bishop · d1 white queen · e1 white king · h1 white rook | a8 black rook · c8 black bishop · d8 black queen · e8 black king · f8 black bishop · h8 black rook · a7 black pawn · b7 black pawn · d7 black pawn · e7 black knight · f7 black pawn · g7 black pawn · h7 black pawn · c6 black pawn · f6 black knight · b5 white bishop · e5 white knight · e4 white pawn · d3 white pawn · a2 white pawn · b2 white pawn · c2 white pawn · f2 white pawn · g2 white pawn · h2 white pawn · a1 white rook · b1 white knight · c1 white bishop · d1 white queen · e1 white king · h1 white rook | a8 black rook · c8 black bishop · d8 black queen · e8 black king · f8 black bishop · h8 black rook · a7 black pawn · b7 black pawn · d7 black pawn · e7 black knight · f7 black pawn · g7 black pawn · h7 black pawn · c6 black pawn · f6 black knight · b5 white bishop · e5 white knight · e4 white pawn · d3 white pawn · a2 white pawn · b2 white pawn · c2 white pawn · f2 white pawn · g2 white pawn · h2 white pawn · a1 white rook · b1 white knight · c1 white bishop · d1 white queen · e1 white king · h1 white rook | a8 black rook · c8 black bishop · d8 black queen · e8 black king · f8 black bishop · h8 black rook · a7 black pawn · b7 black pawn · d7 black pawn · e7 black knight · f7 black pawn · g7 black pawn · h7 black pawn · c6 black pawn · f6 black knight · b5 white bishop · e5 white knight · e4 white pawn · d3 white pawn · a2 white pawn · b2 white pawn · c2 white pawn · f2 white pawn · g2 white pawn · h2 white pawn · a1 white rook · b1 white knight · c1 white bishop · d1 white queen · e1 white king · h1 white rook | a8 black rook · c8 black bishop · d8 black queen · e8 black king · f8 black bishop · h8 black rook · a7 black pawn · b7 black pawn · d7 black pawn · e7 black knight · f7 black pawn · g7 black pawn · h7 black pawn · c6 black pawn · f6 black knight · b5 white bishop · e5 white knight · e4 white pawn · d3 white pawn · a2 white pawn · b2 white pawn · c2 white pawn · f2 white pawn · g2 white pawn · h2 white pawn · a1 white rook · b1 white knight · c1 white bishop · d1 white queen · e1 white king · h1 white rook | a8 black rook · c8 black bishop · d8 black queen · e8 black king · f8 black bishop · h8 black rook · a7 black pawn · b7 black pawn · d7 black pawn · e7 black knight · f7 black pawn · g7 black pawn · h7 black pawn · c6 black pawn · f6 black knight · b5 white bishop · e5 white knight · e4 white pawn · d3 white pawn · a2 white pawn · b2 white pawn · c2 white pawn · f2 white pawn · g2 white pawn · h2 white pawn · a1 white rook · b1 white knight · c1 white bishop · d1 white queen · e1 white king · h1 white rook | 6 |
| 5 | a8 black rook · c8 black bishop · d8 black queen · e8 black king · f8 black bishop · h8 black rook · a7 black pawn · b7 black pawn · d7 black pawn · e7 black knight · f7 black pawn · g7 black pawn · h7 black pawn · c6 black pawn · f6 black knight · b5 white bishop · e5 white knight · e4 white pawn · d3 white pawn · a2 white pawn · b2 white pawn · c2 white pawn · f2 white pawn · g2 white pawn · h2 white pawn · a1 white rook · b1 white knight · c1 white bishop · d1 white queen · e1 white king · h1 white rook | a8 black rook · c8 black bishop · d8 black queen · e8 black king · f8 black bishop · h8 black rook · a7 black pawn · b7 black pawn · d7 black pawn · e7 black knight · f7 black pawn · g7 black pawn · h7 black pawn · c6 black pawn · f6 black knight · b5 white bishop · e5 white knight · e4 white pawn · d3 white pawn · a2 white pawn · b2 white pawn · c2 white pawn · f2 white pawn · g2 white pawn · h2 white pawn · a1 white rook · b1 white knight · c1 white bishop · d1 white queen · e1 white king · h1 white rook | a8 black rook · c8 black bishop · d8 black queen · e8 black king · f8 black bishop · h8 black rook · a7 black pawn · b7 black pawn · d7 black pawn · e7 black knight · f7 black pawn · g7 black pawn · h7 black pawn · c6 black pawn · f6 black knight · b5 white bishop · e5 white knight · e4 white pawn · d3 white pawn · a2 white pawn · b2 white pawn · c2 white pawn · f2 white pawn · g2 white pawn · h2 white pawn · a1 white rook · b1 white knight · c1 white bishop · d1 white queen · e1 white king · h1 white rook | a8 black rook · c8 black bishop · d8 black queen · e8 black king · f8 black bishop · h8 black rook · a7 black pawn · b7 black pawn · d7 black pawn · e7 black knight · f7 black pawn · g7 black pawn · h7 black pawn · c6 black pawn · f6 black knight · b5 white bishop · e5 white knight · e4 white pawn · d3 white pawn · a2 white pawn · b2 white pawn · c2 white pawn · f2 white pawn · g2 white pawn · h2 white pawn · a1 white rook · b1 white knight · c1 white bishop · d1 white queen · e1 white king · h1 white rook | a8 black rook · c8 black bishop · d8 black queen · e8 black king · f8 black bishop · h8 black rook · a7 black pawn · b7 black pawn · d7 black pawn · e7 black knight · f7 black pawn · g7 black pawn · h7 black pawn · c6 black pawn · f6 black knight · b5 white bishop · e5 white knight · e4 white pawn · d3 white pawn · a2 white pawn · b2 white pawn · c2 white pawn · f2 white pawn · g2 white pawn · h2 white pawn · a1 white rook · b1 white knight · c1 white bishop · d1 white queen · e1 white king · h1 white rook | a8 black rook · c8 black bishop · d8 black queen · e8 black king · f8 black bishop · h8 black rook · a7 black pawn · b7 black pawn · d7 black pawn · e7 black knight · f7 black pawn · g7 black pawn · h7 black pawn · c6 black pawn · f6 black knight · b5 white bishop · e5 white knight · e4 white pawn · d3 white pawn · a2 white pawn · b2 white pawn · c2 white pawn · f2 white pawn · g2 white pawn · h2 white pawn · a1 white rook · b1 white knight · c1 white bishop · d1 white queen · e1 white king · h1 white rook | a8 black rook · c8 black bishop · d8 black queen · e8 black king · f8 black bishop · h8 black rook · a7 black pawn · b7 black pawn · d7 black pawn · e7 black knight · f7 black pawn · g7 black pawn · h7 black pawn · c6 black pawn · f6 black knight · b5 white bishop · e5 white knight · e4 white pawn · d3 white pawn · a2 white pawn · b2 white pawn · c2 white pawn · f2 white pawn · g2 white pawn · h2 white pawn · a1 white rook · b1 white knight · c1 white bishop · d1 white queen · e1 white king · h1 white rook | a8 black rook · c8 black bishop · d8 black queen · e8 black king · f8 black bishop · h8 black rook · a7 black pawn · b7 black pawn · d7 black pawn · e7 black knight · f7 black pawn · g7 black pawn · h7 black pawn · c6 black pawn · f6 black knight · b5 white bishop · e5 white knight · e4 white pawn · d3 white pawn · a2 white pawn · b2 white pawn · c2 white pawn · f2 white pawn · g2 white pawn · h2 white pawn · a1 white rook · b1 white knight · c1 white bishop · d1 white queen · e1 white king · h1 white rook | 5 |
| 4 | a8 black rook · c8 black bishop · d8 black queen · e8 black king · f8 black bishop · h8 black rook · a7 black pawn · b7 black pawn · d7 black pawn · e7 black knight · f7 black pawn · g7 black pawn · h7 black pawn · c6 black pawn · f6 black knight · b5 white bishop · e5 white knight · e4 white pawn · d3 white pawn · a2 white pawn · b2 white pawn · c2 white pawn · f2 white pawn · g2 white pawn · h2 white pawn · a1 white rook · b1 white knight · c1 white bishop · d1 white queen · e1 white king · h1 white rook | a8 black rook · c8 black bishop · d8 black queen · e8 black king · f8 black bishop · h8 black rook · a7 black pawn · b7 black pawn · d7 black pawn · e7 black knight · f7 black pawn · g7 black pawn · h7 black pawn · c6 black pawn · f6 black knight · b5 white bishop · e5 white knight · e4 white pawn · d3 white pawn · a2 white pawn · b2 white pawn · c2 white pawn · f2 white pawn · g2 white pawn · h2 white pawn · a1 white rook · b1 white knight · c1 white bishop · d1 white queen · e1 white king · h1 white rook | a8 black rook · c8 black bishop · d8 black queen · e8 black king · f8 black bishop · h8 black rook · a7 black pawn · b7 black pawn · d7 black pawn · e7 black knight · f7 black pawn · g7 black pawn · h7 black pawn · c6 black pawn · f6 black knight · b5 white bishop · e5 white knight · e4 white pawn · d3 white pawn · a2 white pawn · b2 white pawn · c2 white pawn · f2 white pawn · g2 white pawn · h2 white pawn · a1 white rook · b1 white knight · c1 white bishop · d1 white queen · e1 white king · h1 white rook | a8 black rook · c8 black bishop · d8 black queen · e8 black king · f8 black bishop · h8 black rook · a7 black pawn · b7 black pawn · d7 black pawn · e7 black knight · f7 black pawn · g7 black pawn · h7 black pawn · c6 black pawn · f6 black knight · b5 white bishop · e5 white knight · e4 white pawn · d3 white pawn · a2 white pawn · b2 white pawn · c2 white pawn · f2 white pawn · g2 white pawn · h2 white pawn · a1 white rook · b1 white knight · c1 white bishop · d1 white queen · e1 white king · h1 white rook | a8 black rook · c8 black bishop · d8 black queen · e8 black king · f8 black bishop · h8 black rook · a7 black pawn · b7 black pawn · d7 black pawn · e7 black knight · f7 black pawn · g7 black pawn · h7 black pawn · c6 black pawn · f6 black knight · b5 white bishop · e5 white knight · e4 white pawn · d3 white pawn · a2 white pawn · b2 white pawn · c2 white pawn · f2 white pawn · g2 white pawn · h2 white pawn · a1 white rook · b1 white knight · c1 white bishop · d1 white queen · e1 white king · h1 white rook | a8 black rook · c8 black bishop · d8 black queen · e8 black king · f8 black bishop · h8 black rook · a7 black pawn · b7 black pawn · d7 black pawn · e7 black knight · f7 black pawn · g7 black pawn · h7 black pawn · c6 black pawn · f6 black knight · b5 white bishop · e5 white knight · e4 white pawn · d3 white pawn · a2 white pawn · b2 white pawn · c2 white pawn · f2 white pawn · g2 white pawn · h2 white pawn · a1 white rook · b1 white knight · c1 white bishop · d1 white queen · e1 white king · h1 white rook | a8 black rook · c8 black bishop · d8 black queen · e8 black king · f8 black bishop · h8 black rook · a7 black pawn · b7 black pawn · d7 black pawn · e7 black knight · f7 black pawn · g7 black pawn · h7 black pawn · c6 black pawn · f6 black knight · b5 white bishop · e5 white knight · e4 white pawn · d3 white pawn · a2 white pawn · b2 white pawn · c2 white pawn · f2 white pawn · g2 white pawn · h2 white pawn · a1 white rook · b1 white knight · c1 white bishop · d1 white queen · e1 white king · h1 white rook | a8 black rook · c8 black bishop · d8 black queen · e8 black king · f8 black bishop · h8 black rook · a7 black pawn · b7 black pawn · d7 black pawn · e7 black knight · f7 black pawn · g7 black pawn · h7 black pawn · c6 black pawn · f6 black knight · b5 white bishop · e5 white knight · e4 white pawn · d3 white pawn · a2 white pawn · b2 white pawn · c2 white pawn · f2 white pawn · g2 white pawn · h2 white pawn · a1 white rook · b1 white knight · c1 white bishop · d1 white queen · e1 white king · h1 white rook | 4 |
| 3 | a8 black rook · c8 black bishop · d8 black queen · e8 black king · f8 black bishop · h8 black rook · a7 black pawn · b7 black pawn · d7 black pawn · e7 black knight · f7 black pawn · g7 black pawn · h7 black pawn · c6 black pawn · f6 black knight · b5 white bishop · e5 white knight · e4 white pawn · d3 white pawn · a2 white pawn · b2 white pawn · c2 white pawn · f2 white pawn · g2 white pawn · h2 white pawn · a1 white rook · b1 white knight · c1 white bishop · d1 white queen · e1 white king · h1 white rook | a8 black rook · c8 black bishop · d8 black queen · e8 black king · f8 black bishop · h8 black rook · a7 black pawn · b7 black pawn · d7 black pawn · e7 black knight · f7 black pawn · g7 black pawn · h7 black pawn · c6 black pawn · f6 black knight · b5 white bishop · e5 white knight · e4 white pawn · d3 white pawn · a2 white pawn · b2 white pawn · c2 white pawn · f2 white pawn · g2 white pawn · h2 white pawn · a1 white rook · b1 white knight · c1 white bishop · d1 white queen · e1 white king · h1 white rook | a8 black rook · c8 black bishop · d8 black queen · e8 black king · f8 black bishop · h8 black rook · a7 black pawn · b7 black pawn · d7 black pawn · e7 black knight · f7 black pawn · g7 black pawn · h7 black pawn · c6 black pawn · f6 black knight · b5 white bishop · e5 white knight · e4 white pawn · d3 white pawn · a2 white pawn · b2 white pawn · c2 white pawn · f2 white pawn · g2 white pawn · h2 white pawn · a1 white rook · b1 white knight · c1 white bishop · d1 white queen · e1 white king · h1 white rook | a8 black rook · c8 black bishop · d8 black queen · e8 black king · f8 black bishop · h8 black rook · a7 black pawn · b7 black pawn · d7 black pawn · e7 black knight · f7 black pawn · g7 black pawn · h7 black pawn · c6 black pawn · f6 black knight · b5 white bishop · e5 white knight · e4 white pawn · d3 white pawn · a2 white pawn · b2 white pawn · c2 white pawn · f2 white pawn · g2 white pawn · h2 white pawn · a1 white rook · b1 white knight · c1 white bishop · d1 white queen · e1 white king · h1 white rook | a8 black rook · c8 black bishop · d8 black queen · e8 black king · f8 black bishop · h8 black rook · a7 black pawn · b7 black pawn · d7 black pawn · e7 black knight · f7 black pawn · g7 black pawn · h7 black pawn · c6 black pawn · f6 black knight · b5 white bishop · e5 white knight · e4 white pawn · d3 white pawn · a2 white pawn · b2 white pawn · c2 white pawn · f2 white pawn · g2 white pawn · h2 white pawn · a1 white rook · b1 white knight · c1 white bishop · d1 white queen · e1 white king · h1 white rook | a8 black rook · c8 black bishop · d8 black queen · e8 black king · f8 black bishop · h8 black rook · a7 black pawn · b7 black pawn · d7 black pawn · e7 black knight · f7 black pawn · g7 black pawn · h7 black pawn · c6 black pawn · f6 black knight · b5 white bishop · e5 white knight · e4 white pawn · d3 white pawn · a2 white pawn · b2 white pawn · c2 white pawn · f2 white pawn · g2 white pawn · h2 white pawn · a1 white rook · b1 white knight · c1 white bishop · d1 white queen · e1 white king · h1 white rook | a8 black rook · c8 black bishop · d8 black queen · e8 black king · f8 black bishop · h8 black rook · a7 black pawn · b7 black pawn · d7 black pawn · e7 black knight · f7 black pawn · g7 black pawn · h7 black pawn · c6 black pawn · f6 black knight · b5 white bishop · e5 white knight · e4 white pawn · d3 white pawn · a2 white pawn · b2 white pawn · c2 white pawn · f2 white pawn · g2 white pawn · h2 white pawn · a1 white rook · b1 white knight · c1 white bishop · d1 white queen · e1 white king · h1 white rook | a8 black rook · c8 black bishop · d8 black queen · e8 black king · f8 black bishop · h8 black rook · a7 black pawn · b7 black pawn · d7 black pawn · e7 black knight · f7 black pawn · g7 black pawn · h7 black pawn · c6 black pawn · f6 black knight · b5 white bishop · e5 white knight · e4 white pawn · d3 white pawn · a2 white pawn · b2 white pawn · c2 white pawn · f2 white pawn · g2 white pawn · h2 white pawn · a1 white rook · b1 white knight · c1 white bishop · d1 white queen · e1 white king · h1 white rook | 3 |
| 2 | a8 black rook · c8 black bishop · d8 black queen · e8 black king · f8 black bishop · h8 black rook · a7 black pawn · b7 black pawn · d7 black pawn · e7 black knight · f7 black pawn · g7 black pawn · h7 black pawn · c6 black pawn · f6 black knight · b5 white bishop · e5 white knight · e4 white pawn · d3 white pawn · a2 white pawn · b2 white pawn · c2 white pawn · f2 white pawn · g2 white pawn · h2 white pawn · a1 white rook · b1 white knight · c1 white bishop · d1 white queen · e1 white king · h1 white rook | a8 black rook · c8 black bishop · d8 black queen · e8 black king · f8 black bishop · h8 black rook · a7 black pawn · b7 black pawn · d7 black pawn · e7 black knight · f7 black pawn · g7 black pawn · h7 black pawn · c6 black pawn · f6 black knight · b5 white bishop · e5 white knight · e4 white pawn · d3 white pawn · a2 white pawn · b2 white pawn · c2 white pawn · f2 white pawn · g2 white pawn · h2 white pawn · a1 white rook · b1 white knight · c1 white bishop · d1 white queen · e1 white king · h1 white rook | a8 black rook · c8 black bishop · d8 black queen · e8 black king · f8 black bishop · h8 black rook · a7 black pawn · b7 black pawn · d7 black pawn · e7 black knight · f7 black pawn · g7 black pawn · h7 black pawn · c6 black pawn · f6 black knight · b5 white bishop · e5 white knight · e4 white pawn · d3 white pawn · a2 white pawn · b2 white pawn · c2 white pawn · f2 white pawn · g2 white pawn · h2 white pawn · a1 white rook · b1 white knight · c1 white bishop · d1 white queen · e1 white king · h1 white rook | a8 black rook · c8 black bishop · d8 black queen · e8 black king · f8 black bishop · h8 black rook · a7 black pawn · b7 black pawn · d7 black pawn · e7 black knight · f7 black pawn · g7 black pawn · h7 black pawn · c6 black pawn · f6 black knight · b5 white bishop · e5 white knight · e4 white pawn · d3 white pawn · a2 white pawn · b2 white pawn · c2 white pawn · f2 white pawn · g2 white pawn · h2 white pawn · a1 white rook · b1 white knight · c1 white bishop · d1 white queen · e1 white king · h1 white rook | a8 black rook · c8 black bishop · d8 black queen · e8 black king · f8 black bishop · h8 black rook · a7 black pawn · b7 black pawn · d7 black pawn · e7 black knight · f7 black pawn · g7 black pawn · h7 black pawn · c6 black pawn · f6 black knight · b5 white bishop · e5 white knight · e4 white pawn · d3 white pawn · a2 white pawn · b2 white pawn · c2 white pawn · f2 white pawn · g2 white pawn · h2 white pawn · a1 white rook · b1 white knight · c1 white bishop · d1 white queen · e1 white king · h1 white rook | a8 black rook · c8 black bishop · d8 black queen · e8 black king · f8 black bishop · h8 black rook · a7 black pawn · b7 black pawn · d7 black pawn · e7 black knight · f7 black pawn · g7 black pawn · h7 black pawn · c6 black pawn · f6 black knight · b5 white bishop · e5 white knight · e4 white pawn · d3 white pawn · a2 white pawn · b2 white pawn · c2 white pawn · f2 white pawn · g2 white pawn · h2 white pawn · a1 white rook · b1 white knight · c1 white bishop · d1 white queen · e1 white king · h1 white rook | a8 black rook · c8 black bishop · d8 black queen · e8 black king · f8 black bishop · h8 black rook · a7 black pawn · b7 black pawn · d7 black pawn · e7 black knight · f7 black pawn · g7 black pawn · h7 black pawn · c6 black pawn · f6 black knight · b5 white bishop · e5 white knight · e4 white pawn · d3 white pawn · a2 white pawn · b2 white pawn · c2 white pawn · f2 white pawn · g2 white pawn · h2 white pawn · a1 white rook · b1 white knight · c1 white bishop · d1 white queen · e1 white king · h1 white rook | a8 black rook · c8 black bishop · d8 black queen · e8 black king · f8 black bishop · h8 black rook · a7 black pawn · b7 black pawn · d7 black pawn · e7 black knight · f7 black pawn · g7 black pawn · h7 black pawn · c6 black pawn · f6 black knight · b5 white bishop · e5 white knight · e4 white pawn · d3 white pawn · a2 white pawn · b2 white pawn · c2 white pawn · f2 white pawn · g2 white pawn · h2 white pawn · a1 white rook · b1 white knight · c1 white bishop · d1 white queen · e1 white king · h1 white rook | 2 |
| 1 | a8 black rook · c8 black bishop · d8 black queen · e8 black king · f8 black bishop · h8 black rook · a7 black pawn · b7 black pawn · d7 black pawn · e7 black knight · f7 black pawn · g7 black pawn · h7 black pawn · c6 black pawn · f6 black knight · b5 white bishop · e5 white knight · e4 white pawn · d3 white pawn · a2 white pawn · b2 white pawn · c2 white pawn · f2 white pawn · g2 white pawn · h2 white pawn · a1 white rook · b1 white knight · c1 white bishop · d1 white queen · e1 white king · h1 white rook | a8 black rook · c8 black bishop · d8 black queen · e8 black king · f8 black bishop · h8 black rook · a7 black pawn · b7 black pawn · d7 black pawn · e7 black knight · f7 black pawn · g7 black pawn · h7 black pawn · c6 black pawn · f6 black knight · b5 white bishop · e5 white knight · e4 white pawn · d3 white pawn · a2 white pawn · b2 white pawn · c2 white pawn · f2 white pawn · g2 white pawn · h2 white pawn · a1 white rook · b1 white knight · c1 white bishop · d1 white queen · e1 white king · h1 white rook | a8 black rook · c8 black bishop · d8 black queen · e8 black king · f8 black bishop · h8 black rook · a7 black pawn · b7 black pawn · d7 black pawn · e7 black knight · f7 black pawn · g7 black pawn · h7 black pawn · c6 black pawn · f6 black knight · b5 white bishop · e5 white knight · e4 white pawn · d3 white pawn · a2 white pawn · b2 white pawn · c2 white pawn · f2 white pawn · g2 white pawn · h2 white pawn · a1 white rook · b1 white knight · c1 white bishop · d1 white queen · e1 white king · h1 white rook | a8 black rook · c8 black bishop · d8 black queen · e8 black king · f8 black bishop · h8 black rook · a7 black pawn · b7 black pawn · d7 black pawn · e7 black knight · f7 black pawn · g7 black pawn · h7 black pawn · c6 black pawn · f6 black knight · b5 white bishop · e5 white knight · e4 white pawn · d3 white pawn · a2 white pawn · b2 white pawn · c2 white pawn · f2 white pawn · g2 white pawn · h2 white pawn · a1 white rook · b1 white knight · c1 white bishop · d1 white queen · e1 white king · h1 white rook | a8 black rook · c8 black bishop · d8 black queen · e8 black king · f8 black bishop · h8 black rook · a7 black pawn · b7 black pawn · d7 black pawn · e7 black knight · f7 black pawn · g7 black pawn · h7 black pawn · c6 black pawn · f6 black knight · b5 white bishop · e5 white knight · e4 white pawn · d3 white pawn · a2 white pawn · b2 white pawn · c2 white pawn · f2 white pawn · g2 white pawn · h2 white pawn · a1 white rook · b1 white knight · c1 white bishop · d1 white queen · e1 white king · h1 white rook | a8 black rook · c8 black bishop · d8 black queen · e8 black king · f8 black bishop · h8 black rook · a7 black pawn · b7 black pawn · d7 black pawn · e7 black knight · f7 black pawn · g7 black pawn · h7 black pawn · c6 black pawn · f6 black knight · b5 white bishop · e5 white knight · e4 white pawn · d3 white pawn · a2 white pawn · b2 white pawn · c2 white pawn · f2 white pawn · g2 white pawn · h2 white pawn · a1 white rook · b1 white knight · c1 white bishop · d1 white queen · e1 white king · h1 white rook | a8 black rook · c8 black bishop · d8 black queen · e8 black king · f8 black bishop · h8 black rook · a7 black pawn · b7 black pawn · d7 black pawn · e7 black knight · f7 black pawn · g7 black pawn · h7 black pawn · c6 black pawn · f6 black knight · b5 white bishop · e5 white knight · e4 white pawn · d3 white pawn · a2 white pawn · b2 white pawn · c2 white pawn · f2 white pawn · g2 white pawn · h2 white pawn · a1 white rook · b1 white knight · c1 white bishop · d1 white queen · e1 white king · h1 white rook | a8 black rook · c8 black bishop · d8 black queen · e8 black king · f8 black bishop · h8 black rook · a7 black pawn · b7 black pawn · d7 black pawn · e7 black knight · f7 black pawn · g7 black pawn · h7 black pawn · c6 black pawn · f6 black knight · b5 white bishop · e5 white knight · e4 white pawn · d3 white pawn · a2 white pawn · b2 white pawn · c2 white pawn · f2 white pawn · g2 white pawn · h2 white pawn · a1 white rook · b1 white knight · c1 white bishop · d1 white queen · e1 white king · h1 white rook | 1 |
|   | a | b | c | d | e | f | g | h |   |

Bẫy Mortimer là một cái bẫy trong khai cuộc Ván cờ Tây Ban Nha (tên gọi phổ biến khác là Ruy Lopez) và nó được đặt theo tên của kỳ thủ người Mỹ James Mortimer. Đây là một cái bẫy đúng nghĩa khi mà Đen cố tình chơi một nước không mạnh với hy vọng đánh lừa khiến đối phương mắc sai lầm.

## Phân tích
1. e4 e5 2. Mf3 Mc6 3. Tb5 Mf6
Cái bẫy bắt đầu với việc Đen chơi biến Phòng thủ Berlin trong khai cuộc Ruy Lopez. Dù biến phòng thủ Berlin phổ biến trong thế kỷ 19 hơn nhiều so với thế kỷ 20, tuy nhiên nó đã đạt đến tầm cao lý thuyết khi Vladimir Kramnik sử dụng cách chơi này là công cụ phòng thủ chủ yếu giúp ông đánh bại Garry Kasparov trong trận chung kết giải Vô địch Cờ vua Thế giới 2000.
4. d3
Trắng chơi một nước thay thế yên tĩnh thay vì các nước phổ biến hơn khác như 4.0-0, 4.d4, hay 4.Mc3 (nước 4.Mc3 sẽ chuyển về Khai cuộc bốn Mã). I. A. Horowitz và Fred Reinfeld đã viết nước 4.d3 là "nước đi (của) Steinitz, với nước đi này Steinitz đã đạt được rất nhiều thành công ngoạn mục trong suốt giai đoạn dài thống trị ngôi Vô địch Thế giới của mình."
4... Me7
Phòng thủ Mortimer, ý đồ là chuyển Mã sang g6. Nước đi hiếm gặp này làm tốn thời gian do đó nó được nhận định là yếu hơn nhiều nước đi khác, tuy nhiên lại thiết lập nên một cái bẫy. Trắng có rất nhiều cách trả lời phù hợp, nhưng ăn quân Tốt Đen "hấp dẫn" ở e5 thì là sai lầm.
5. Mxe5? c6! (xem hình)
Tấn công Tượng Trắng và đe dọa 6...Ha5+. Nếu Trắng chạy Tượng (6.Ta4 hoặc 6.Tc4), Đen sẽ hơn quân với 6...Ha5+, chĩa đôi Vua và Mã Trắng ở e5.
6. Mc4
Nước mạnh nhất, kiểm soát ô a5 ngăn không cho 6...Ha5+, và còn đe dọa mat thắt cổ với 7.Md6#.
6... d6! 7. Ta4 b5
Đen chĩa đôi Mã và Tượng Trắng, đổi hai Tốt lấy một quân nhẹ của đối phương.

## Lịch sử phòng thủ Motimer
Mortimer từng chơi biến phòng thủ mang tên ông tại giải cờ vua London 1883, chống lại Berthold Englisch, Samuel Rosenthal, và Josef Noa, và thua cả ba ván. Johannes Zukertort, nhà vô địch của giải đấu đó, cũng đã chơi phương án này chống lại Englisch với kết quả hòa. Zukertort đã viết về nước 4...Me7: "Mr. Mortimer tuyên bố rằng ông ấy là người phát minh ra nước đi này. Tôi chấp nhận nó vì tính mới lạ." Phiên bản đầu tiên của chuyên luận Chess Openings, Ancient and Modern đã phân tích diễn biến tiếp theo: 5.Mc3 Mg6 6.0-0 c6 7.Ta4 d6 8.Tb3 và lúc này các tác giả cho rằng 8...Te6 hoặc 8...Te7 sẽ giúp Đen có được thế cân bằng. Gần đây hơn một chút, Horowitz và Reinfeld đã quan sát nước 4...Me7: "Nước đi tốn thời gian đặt Mã vào vị trí yếu chặn đường phát triển của Tượng cánh Vua.... Nhưng có một vấn đề ghi nhận rằng đây còn là một nước cạm bẫy từng thịnh hành trong rất nhiều năm."
Ngày nay, nước 4...Me7 rất hiếm gặp, và nó đã không được đề cập đến cả trong cuốn sách Modern Chess Openings (Khai cuộc Cờ vua Hiện đại) và bộ Bách khoa toàn thư về Khai cuộc Cờ vua.